# Jim Barnes
Jim Barnes, pseud. Bad News, właśc. Velvet James Barnes (ur. 13 kwietnia 1941 w Tuckerman, zm. 14 września 2002 w Silver Spring) – amerykański koszykarz, skrzydłowy, mistrz olimpijski z Tokio oraz mistrz NBA w barwach Boston Celtics.

## Osiągnięcia
Na podstawie, o ile nie zaznaczono inaczej.
NJCAA/NCAA
- Uczestnik:
  - rozgrywek Sweet Sixteen turnieju NCAA (1964)
  - turnieju NCAA (1963, 1964)
- Zaliczony do:
  - I składu NJCAA All-American (1962)
  - II składu NCAA All-American (1964 przez NABC)
  - III składu NCAA All-American (1964 przez AP, UPI)
- Drużyna UTEP Miners zastrzegła należący do niego numer 45

NBA
- Mistrz NBA (1969)[2]
- Wybrany do I składu debiutantów NBA (1965)[4]

Reprezentacja
- Mistrz olimpijski (1964)[1]